# Jacques Yvart
Jacques Yvart is een Franse zanger die ook in het Esperanto zingt.

## Discografie
- Jacques Yvart kantas Georges Brassens (1998) (deel van de Kolekto 2000)
  1. La geamantoj sur la verda benk'
  2. La pluvombrelo
  3. Kanto por la kampul'
  4. En akvo de la klara fonto
  5. Povra Marteno
  6. Tuj la kompanar'
- Vinilkosmo-kompil' 1 (1995) - hij droeg bij met één liedje, namelijk: Mia Tero.